# 웰링턴 파라노말
《웰링턴 파라노말》(영어: Wellington Paranormal)는 2018년 7월 11일부터 방영되고 있는 뉴질랜드의 드라마이다.